# Dwumecz (piłka nożna)
Dwumecz – w grach zespołowych sposób wyłaniania zwycięzcy przez rozegranie dwóch spotkań, zazwyczaj po jednym na boisku każdego z przeciwników (mecz i rewanż). Zwycięzcą jest zespół, który osiągnie lepszy sumaryczny wynik obu spotkań. W piłce nożnej w przypadku równego bilansu przepisy mogą przewidywać trzeci mecz na neutralnym terenie, dogrywkę, dodatkową serię rzutów karnych dla wyłonienia zwycięzcy lub losowanie. W Europie niemal powszechnie obowiązującą zasadą jest premiowanie większej liczby bramek zdobytych w spotkaniu wyjazdowym. Czasem stosuje się też bardziej osobliwe rozstrzygnięcia (bilans bramek z całych rozgrywek, ranking fair play itd.).
Dwumecze rozgrywane są przeważnie w krajowych i międzynarodowych rozgrywkach o charakterze pucharowym oraz w fazie play-off rozgrywek ligowych.
Terminem dwumecz określa się także wydarzenie sportowe polegające na rozegraniu dwóch spotkań (np. ligowych) między różnymi przeciwnikami bezpośrednio po sobie na tym samym boisku.